# 박경국
박경국(朴景國, 1958년 6월 19일, 충청북도 보은군 ~ )은 대한민국의 공무원이다.

## 학력
- 관기초등학교
- 보덕중학교
- 장훈고등학교
- 충북대학교 농업경제학 학사
- 충북대학교 행정대학원 석사
- 충북대학교 대학원 행정학 박사

## 주요 경력
- 1980년 : 제24회 행정고시 합격
- 1994년 11월 ~ 1995년 6월 : 충청북도 단양군수
- 1996년 7월 : 충청북도청 내무국장
- 1998년 8월 : 충청북도청 농정국장
- 1999년 12월 : 충청북도청 경제통상국장
- 2005년 1월 : 충청북도청 문화관광국장
- 2006년 3월 : 충청북도청 기획관리실장
- 지역발전위원회 지역협력국장
- 2009년 7월 ~ 2010년 9월 : 행정안전부 기업협력지원관
- 2010년 9월 ~ 2012년 11월 : 충청북도 행정부지사
- 2012년 11월 ~ 2014년 2월 : 제9대 국가기록원장
- 2014년 2월 ~ 2014년 11월 : 안전행정부 제1차관
- 2015년 2월 ~ : 충북대학교 사회과학연구소 석좌교수
- 2015년 9월 : 제2기 지방자치발전위원회 위원
- 2016년 12월 ~ 2017년 12월 : 제4대 사행산업통합감독위원회 위원장
- 2018년 1월 ~ 2018년 9월 : 자유한국당 충북도당 청주시청원구 당협위원장
- 2018년 3월 ~ 2018년 6월 : 자유한국당 충청북도지사 후보
- 2018년 12월 ~ 2019년 1월 : 자유한국당 충북도당 청주시청원구 당협위원장
- 2020년 3월 ~ 2020년 4월 : 미래통합당 4·15총선 정우택권V캠프 선거대책위원회 선대위원장
- 2020년 3월 ~ 2020년 4월 : 미래통합당 4·15총선 충북도당 선거대책위원회 충북선거대책본부 총괄본부장
- 2022년 1월 ~ 2022년 3월 : 국민의힘 충북을 살리는 선거대책위원회 선거대책위원장단 공동선거대책위원장
- 2022년 10월 ~ 2024년 1월 : 한국안전리더스포럼포럼 수석회장
- 2023년 9월 ~ : 민주평화통일자문회 충북지역회의 부의장
- 2024년 1월 ~ : 한국가스안전공사 사장

## 역대 선거 결과
| 실시년도 | 선거      | 대수 | 직책   | 선거구   | 정당       | 득표수    | 득표율          | 순위 | 당락 | 비고     |
| -------- | --------- | ---- | ------ | -------- | ---------- | --------- | --------------- | ---- | ---- | -------- |
| 2018년   | 지방 선거 | 35대 | 도지사 | 충청북도 | 자유한국당 | 227,371표 | \| \| 29.67% \| | 2위  | 낙선 | 민선 7기 |
|          | 29.67%    |      |        |          |            |           |                 |      |      |          |